# Piduguralla
Piduguralla ist eine Stadt im indischen Bundesstaat Andhra Pradesh.
Die Stadt ist Teil des Distrikt Palnadu. Piduguralla hat den Status einer Municipality. Die Stadt ist in 19 Wards gegliedert. Sie hatte am Stichtag der Volkszählung 2011 insgesamt 63.103 Einwohner, von denen 31.512 Männer und 31.591 Frauen waren. Hindus bilden mit einem Anteil von ca. 82 % die größte Gruppe der Bevölkerung in der Stadt gefolgt von Muslimen mit ca. 16 % und Christen mit ca. 1 %. Die Alphabetisierungsrate lag 2011 bei 70,17 %.